# Булонь, Луи Младший
Луи де Булонь Второй, или Младший, также Буллонь, или Булонь Сын (фр. Louis de Boullogne II, Boullogne le Jeune, dit Boullogne fils; 19 ноября 1654, Париж — 21 ноября 1733, там же) — французский рисовальщик, живописец и гравёр академического направления эпохи «большого стиля» Людовика XIV. Представитель большой художественной семьи. С 1722 года директор Королевской Академии живописи и скульптуры.

## Биография
Луи де Булонь Младший родился 19 ноября 1654 года в Париже в семье художника Луи де Булоня (полного тёзки), известного как «Луи Старого» (Le Vieux; 1609—1674). Он был братом Бона Булоня Старшего, Женевьевы и Мадлен Булонь. Первые уроки рисунка и живописи получил у отца.
В восемнадцать лет Луи получил Гран-при по живописи от Академии и в 1676 году на королевский пансион уехал в Рим, как раз в то время, когда оттуда возвращался его брат. В Риме Булонь Младший выполнил копии фресок Рафаэля «Афинская школа» и «Диспута» в станцах Ватикана и нескольких других произведений Рафаэля, на основе которых в Париже создавали картоны для шпалер на королевской Мануфактуре гобеленов.
В 1681 году Луи Булонь стал членом Королевской Академии живописи и скульптуры, в 1693 году — профессором Академии. В 1723 году он был назначен ректором Академии; в 1724 году получил титул «первого королевского живописца» Людовикa XV. В 1725 году он стал директором Академии, функции, которые он исполнял до своей смерти.
В 1685, а затем в 1695 году он создал две картины для собора Парижской Богоматери: «Центурион у ног Христа» (ныне в Музее изящных искусств в Аррасе) и «Христос и самаритянка» (замок Уордур, Уилтшир, Англия).
После смерти Ж. Ардуэн-Мансара в 1708 году он вместе с братом Боном принял участие в росписях Дома инвалидов, которыми руководил Шарль де Лафосс.
Луи де Булонь умер 21 ноября 1733 года в родном городе, был похоронен в своём приходе Сент-Эсташ. Он оставил огромное состояние четверым детям от брака с Маргаритой Баке, на которой он женился 3 февраля 1688 года. В семье было два сына, старший стал советником в парламенте Меца, затем государственным советником и интендантом финансов и приказов короля, младший — генеральным казначеем Тура; две дочери, одна из которых вышла замуж за Жана-Пьера Ришара, генерального казначея, а другая стала монахиней.
Его ученики: Николя Бертен, Мишель де Корникаль, Луи Галош, Жак Куртен.

## Галерея
- Авигея предлагает хлеб Давиду. Ок. 1700. Холст, масло. Лувр, Париж
- Август закрывает двери храма Януса
- Венера в кузнице Вулкана. Холст, масло. Частное собрание
- Урания и Мельпомена. Ок. 1680. Холст, масло. Версаль
- Юнона просит Эола освободить ветры. 1727. Холст, масло. Национальный музей, Варшава
- Вертумн и Помона. Частное собрание